# Терноцвіт (есперанто-клуб)
Терноцвіт (есп. Spinosfloro) — тернопільський міський клуб есперантистів, неприбуткова громадська структура. Створений у 1979 році інженером Леоном Зімельсом. 
Перший рік працював як курс із вивчення міжнародної мови та товариство її прихильників. З 1980 року отримує статус клубу з назвою «Amikeco» («Дружба»). В 1995 році перейменований в «Терноцвіт».
У різний час клуб очолювали:
- 1979-1982 роки - інженер Леон Зімельс;
- 1982-1984 роки — Ігор Галайчук, на той час студент медичного університету;
- 1984-2005 роки — Микола Кривецький перекладач;
- 2006 рік — Ігор Галайчук, доктор медичних наук, професор.

До громадської структури входять майже тридцять осіб що займаються перекладацькою діяльністю, листуванням з представниками та організаціями інших країн, обміном есперантських друкованих видань. Зокрема, Ігор Галайчук разом з Віктором Паюком витлумачили та видали з есперанто українською книгу японського цілителя Масаюкі Сайонджі «Лікувальний масаж Юмейго»; М.Кривецький перекладав мовою есперанто тернопольських поетів, зокрема Богдана Андрушківа та Богдана Мельничука.
У 2007 «Терноцвіт» разом з благодійним фондом ім. В. Єрошенка «Есперо» (Київ) та Українською Есперанто Асоціацією організували науково-практичну конференцію «Есперанто в XXI столітті: стан і перспективи розвитку. До 100-річчя книги Михайла Юрківа «Підручник міжнародного язика есперанто».
У 2021 році до 110-річчя від дня народження відомого знавця міжнародної штучної мови есперанто Леона Зімельса (1911-1985) члени Тернопільського есперанто-клубу «Терноцвіт» присвятили репрезентацію книги про його життєвий шлях. 